# باندي
بلدية باندي (بالإسبانية: Bande) هي بلدية تقع في مقاطعة أورينسي التابعة لمنطقة غاليسيا شمال غرب إسبانيا.

## الديموغرافيا
بلغ عدد سكان بلدية باندي 2.020 نسمة عام 2011 (وفقاً للمعهد الوطني للإحصاء الإسباني).
| 2.798 | 2.660 | 2.444 | 2.285 | 2.292 | 2.116 | 2.020 |